# 2010 (film)
2010: Contactul (cunoscut și ca 2010 sau 2010: Anul primului contact, în engleză: 2010: Odssey Two sau 2010: The Year We Make Contact) este un film american științifico-fantastic din 1984 scris și regizat de Peter Hyams. Este o continuare a filmului din 1968 - 2001: O odisee spațială - și se bazează pe romanul lui Arthur C. Clarke: 2010: Odiseea spațială, o continuare literară a filmului. 
În film interpretează Roy Scheider, Helen Mirren, Bob Balaban și John Lithgow, alături de Keir Dullea și Douglas Rain din distribuția originală.

## Povestea
Cu nouă ani în urmă, misiunea americană Discovery One spre planeta Jupiter a eșuat din cauze necunoscute. După cum este descris în Odiseea spațială 2001, calculatorul principal al navei Discovery, HAL 9000 sau Hal (Douglas Rain) s-a defectat, omorând patru astronauți. Al cincilea astronaut, David Bowman, a dispărut într-un enorm Monolit  extraterestru care se rotește în jurul planetei Jupiter. Ultima transmisie audio a lui Bowman înainte de dispariția sa a fost: „Dumnezeule! E plin de stele”!. Înapoi pe Pământ, Heywood Floyd (Roy Scheider), șeful Consiliului Național pentru Astronautică este învinuit pentru eșecul misiunii și părăsește Consiliul. De atunci el a lucrat ca profesor la o universitate. 
În timp ce tensiunile diplomatice dintre Statele Unite și Uniunea Sovietică sunt în creștere, ambele națiuni pregătesc misiuni spațiale pentru a afla ce s-a întâmplat cu Discovery. Deși nava sovietică Alexei Leonov va fi gata înaintea navei americane, sovieticii au nevoie de astronauții americani pentru a intra la bordul navei Discovery ca să investighez defecțiunea lui Hal. Guvernul Statelor Unite este de acord cu propunerea rușilor numai după ce află că Discovery se va prăbuși pe satelitul lui Jupiter, Io, înainte ca nava americană să fie lansată. Floyd, împreună cu designerul navei Discovery Walter Curnow (John Lithgow) și cu creatorul lui HAL 9000 Dr. Chandra (Bob Balaban) se alătură misiunii ruse.  
După ce nava spațială sovietică Leonov ajunge în sistemul lui Jupiter, căpitanul Tania Kirbuk (al cărui nume ar putea fi o referire la Stanley Kubrick) (Helen Mirren) împreună cu câțiva colegi ruși îl trezesc pe Floyd din hibernare, deoarece au detectat clorofilă și urme de viață pe satelitul înghețat al lui Jupiter, Europa. O explozie de radiații electromagnetice distruge o sondă fără pilot trimisă de Leonov și șterge toate datele telemetrice înregistrate de sonda. Floyd suspectează că acesta este un avertisment ca oamenii să nu se apropie de Europa.  
După ce supraviețuiește unei periculoase turbulențe aerodinamice din atmosfera lui Jupiter, echipajul navei Leonov ajunge lângă nava Discovery, abandonată dar întreagă, care orbitează planeta în apropierea satelitului Io. Curnow reactivează nava și Chandra repornește calculatorul Hal, pe care Dave Bowman îl dezactivase cu puțin timp înainte de dispariția sa. De asemenea sunt aproape de Monolitul extraterestru care a fost și scopul misiunii Discovery. Cosmonautul Max Brailovsky (Elya Baskin) călătorește spre Monolit într-o mică navetă spațială, dar este spulberat de o explozie de energie care țâșnește din Monolit și se îndreaptă spre Pământ; Max dispare pentru totdeauna. Pe Pământ, Dave Bowman, acum o ființă fără corp, dar cu toate amintirile fostei sale forme umane, apare pe ecranul televizorului fostei sale soții pentru a-și lua rămas bun. El o vizitează și pe mama sa aflată în fază terminală într-un azil de bătrâni și-i piaptăna părul înainte ca aceasta să moară în pace. 
Între timp pe Discovery, Chandra descoperă de ce s-a defectat Hal: Consiliul Național de Securitate al Statelor Unite ale Americii i-a cerut computerului să ascundă față de echipajul navei Discovery faptul că misiunea are legătură cu Monolitul extraterestru. Acest lucru a dus la un conflict cu funcția primară a lui Hal de procesare corectă a informațiilor, făcându-l să aibă o cădere mintală. Acest lucru a fost făcut fără știrea lui Floyd, chiar dacă ordinul pare să fie aprobat și de el.
Pe Pământ cresc tensiunile dintre Statele Unite și Uniunea Sovietică ducând la o stare de război, iar guvernul SUA le ordonă lui Floyd, Curnow și Chandra să se mute în Discovery. Ambele echipaje plănuiesc să părăsească planeta Jupiter peste câteva săptămâni când va apărea o fereastră de lansare. Cu toate acestea, apare Bowman și îi spune lui Floyd că toată lumea trebuie să părăsească spațiul de lângă Jupiter în două zile pentru că se va întâmpla "ceva extraordinar". Floyd, extrem de șocat de apariția lui Bowman, se întoarce pe Leonov pentru a discuta cu Kirbuk, dar atunci Monolitul dispare brusc și pe Jupiter apare o pată neagră ce se tot mărește. Pata este de fapt un grup de Monoliți ce continuă să se multiplice. Monoliții încep să reducă volumul lui Jupiter, mărind densitatea planetei și modificând proprietățile chimice ale atmosferei.
Această imagine le convinge pe cele două echipaje să plece cât mai repede. Devreme ce niciuna din navete nu poate ajunge pe Pământ suficient de repede, lucrează împreună pentru a folosi naveta Discovery ca rachetă motor pentru Leonov. Tensiunea crește când Chandra se teme că o altă înșelătorie ar putea cauza o defecțiune a lui Hal, din moment ce acestuia nu i se spune că Discovery va fi lăsată să eșueze în spațiu și eventual va fi distrusă. În timpul numărătorii inverse până la lansare, Chandra îi spune în sfârșit adevărul computerului. Hal este de acord că trebuie să se sacrifice pentru ca oamenii de pe Leonov să termine misiunea de pe Discovery și îi mulțumește lui Chandra că i-a spus adevărul.
În timp ce Leonov și Discovery pornesc lansarea, Bowman apare din nou și îi spune lui Hal că misiunea a fost un succes și îi repetă că se va întâmpla "ceva extraordinar". Îi ordonă lui Hal să oprească legătura de comunicare cu Leonov și transmite un mesaj final către Pământ:
TOATE ACESTE LUMI
CU EXCEPȚIA EUROPEI,
VĂ APARȚIN.
NU ÎNCERCAȚI SĂ ATERIZAȚI ACOLO.
FOLOSIȚI-LE ÎMPREUNĂ, ÎN PACE

Jupiter este înghițit de monoliți, care cresc densitatea acestuia până apare fuziunea nucleară, transformând planeta într-o mică stea. Discovery este distrusă de explozie, dar Leonov scapă și își începe lunga călătorie spre casă. Apariția miraculoasă a noii stele îi insipiră pe liderii americani și sovietici să facă pace. În următoarele secole Europa se transformă dintr-un deșert înghețat într-o junglă umedă acoperită plante... în timp ce Monolitul stă în mlaștina primitivă europeană, așteptând să fie descoperit de o formă inteligentă de viață. 

## Distribuție
- Roy Scheider este Heywood Floyd
- John Lithgow este Dr. Walter Curnow
- Helen Mirren este Tanya Kirbuk
- Bob Balaban este Dr. R. Chandra
- Keir Dullea este Dave Bowman
- Douglas Rain este vocea calculatorului HAL 9000
- Madolyn Smith este Caroline Floyd
- Saveliy Kramarov este Dr. Vladimir Rudenko
- Taliesin Jaffe este Christopher Floyd
- James McEachin este Victor Milson
- Mary Jo Deschanel este Betty Fernandez, văduva lui Bowman
- Elya Baskin este Maxim Brajlovsky
- Dana Elcar este Dimitri Moisevitch
- Oleg Rudnik este Dr. Vasili Orlov
- Natasha Shneider este Irina Yakunina
- Vladimir Skomarovsky este Yuri Svetlanov
- Victor Steinbach este Nikolaj Ternovsky
- Candice Bergen este vocea lui SAL 9000 (creditată ca "Olga Mallsnerd")

### Scurte apariții
Arthur C. Clarke apare în film în rolul unui om care stă într-un parc de lângă Casa Albă (aflat în afara cadrului în versiunea pan-and-scan, dar este vizibil în versiunile letterboxed și cele pentru ecran lat). În plus, apare foarte rapid una din coperțile revistei Time despre tensiunile americano-sovietice, în care președintele Statelor Unite este Clarke, iar premierul sovietic este Stanley Kubrick, producător, scriitor și regizor al 2001.

## Producție

### Desfășurare
Atunci când Clarke a publicat în 1982 romanul 2010: A doua odisee, el l-a sunat pe Stanley Kubrick și i-a spus în glumă, "Trebuie să oprești pe oricine vrea să o ecranizeze, ca să nu mă supăr." Metro-Goldwyn-Mayer (MGM) a încheiat ulterior un contract pentru o adaptare ecranizată, dar Kubrick nu a fost interesat de regizare. Însă Peter Hyams a fost și i-a contactat atât pe Clarke, cât și pe Kubrick pentru a obține binecuvântarea lor:
"Am purtat o conversație lungă cu Stanley și i-am spus despre ce e vorba. Dacă primeam aprobarea lui, făceam filmul; și dacă nu, nu. Cu siguranță nu mă gândeam să fac filmul dacă nu primeam binecuvântarea lui Kubrick. Este unul din idolii mei; pur și simplu unul din cei mai talentați oameni care au călcat pe Pământ. El mi-a spus ceva de genul 'Sigur. Fă-l. Nu-mi pasă.' Și altă dată a spus 'Să nu-ți fie teamă. Mergi și fă filmul.'"
Corespondența avută de Clarke cu Peter Hyams, regizorul lui 2010, a fost publicată în 1984. Intitulată The Odyssey File: The Making of 2010, această carte ilustrează fascinația avută de dr. Clarke pentru comunicarea prin e-mail, pe atunci de-abia apărut, și folosirea lui pentru a comunica zilnic cu Hyams în timp ce planifica și producea filmul. (Clarke locuia în Sri Lanka iar producția avea loc în California.) Această carte include și lista făcută de Clarke a celor mai bune filme SF făcute vreodată. Din nefericire, pentru ca editorii să o poată lansa odată cu filmul, cartea se termină când filmul era încă în stadiul anterior producției. În ultimul e-mail, Clarke încă nu citise scenariul, iar Roy Scheider era singurul actor ales în distribuție.

### Efecte speciale
Efectele speciale pentru 2010 au fost înregistrate pe film de 65 mm (scenele cu acțiuni în direct au fost filmate pe 35 mm) și, datorită diferențelor de mărime și aspect, este vizibilă o porțiune întreruptă la marginea scenelor din spațiu, când filmul rulează pe ecran lat. Efectele au fost produse de Entertainment Effects Group (EEG), casa de efecte speciale fiind creată de Douglas Trumbull. Trumbull nu a lucrat el însuși la film, efectele fiind supervizate de Richard Edlund, care tocmai plecase de la Industrial Light and Magic. După terminarea lui 2010, EEG a devenit parte a companiei de efecte speciale deținută de Edlund, Boss Film Corporation.
La începutul producției lui 2010, Hyams și-a dat seama că modelul original de 15 cm al lui "Discovery One", construit pentru 2001 fusese distrus după filmare, ca și toate planurile folosite pentru construirea lui. Cei de la EEG au fost nevoiți să recreeze "Discovery One" folosindu-se de o copie pe 70 mm a filmlui original mărită cadru-cu-cadru.
Deși în 1984 imaginile generate de computer (sau CGI) se aflau abia la început, echipa de efecte speciale a folosit CGI pentru a crea atmosfera noroasă a planetei Jupiter, ca și furnicarul de monoliți ce înghițiseră planeta și o transformaseră într-un Soare pentru planeta Europa. Digital Productions va folosi informații furnizate de Jet Propulsion Laboratory pentru a crea atmosfera joviană. Aceasta este prima dată când s-a folosit conceptul de "scenă simulată digital", un concept ce va fi îmbunătățită în The Last Starfighter.
Pentru a păstra realismul luminii din spațiu, unde lumina provine de obicei dintr-o singură sursă (în acest caz, soarele), Edlund și Hyams s-au hotărât să nu folosească ecranul-albastru în scenele din spațiu. În schimb, a fost folosit un proces cunoscut sub numele de filmare lumină-de-față / lumină-de-spate. Modelele erau filmate așa cum apar în spațiu, apoi în spatele modelului era așezat un fundal alb. Acesta izola conturul modelului pentru a putea face măștile potrivite. Toată această procesare a dublat timpul necesar filmării acestor secvențe. Procesul a eliminat problema "albăstrelii", principalul dezavantaj al folosirii fotografiei cu ecran albastru. 
Fotografia cu ecran albastru a fost folosită în scena în care Floyd explică planul de folosire a celor două navete pentru a schimba impulsul necesar să părăsească orbita joviană, înainte de fereastra de lansare. În această scenă, Floyd folosește două creioane pentru a-și demonstra planul. Roy Scheider a jucat scena fără creioane, acestea fiind filmate separat pe un ecran albastru - folosind un stand de animație "Oxberry" programat să se potrivească mișcărilor lui Scheider. (Secvența inițială, în care Floyd lasă creioanele să plutească, a fost realizată prin atașarea lor de o bucată de sticlă așezată între ele și cameră.)

### Muzică
Inițial Tony Banks (clăparul trupei Genesis) fusese angajat pentru a realiza coloana sonoră din 2010. Însă materialul realizat de Banks a fost respins și David Shire a fost ales pentru a realiza coloana sonoră împreună cu Craig Huxley. Albumul coloanei sonore a fost lansat în Statele Unite de A&M Records.
Față de alte multe coloane sonore din prima jumătate a anilor '80, coloana sonoră din 2010 a fost compusă pentru și reprodusă pe sintetizatoare digitale. Acestea includeau Synclavier de la New England Digital și o Yamaha DX1. Numai în două melodii ale coloanei sonore apare o orchestră simfonică. Shire și Huxley au fost atât de impresionați de sunetul realist produs de Synclavier încât au făcut o declarație pe album: "Nu au fost folosite re-sintetizări ale Synclavier-ului."
Andy Summers, chitaristul trupei The Police, a cântat o piesă intitulată "2010", o versiune modernă în stilul "new-wave pop" a melodiei Also Sprach Zarathustra scrisă de Richard Strauss (tema principală din 2001: O odisee spațială). Deși înregistrarea lui Summers a fost inclusă pe album, ea nu a fost folosită în film.

## Lansare

### Benzi desenate
În 1984, Marvel Comics a publicat o adaptare a filmului în 50 de pagini de benzi desenate. A fost adaptat de J. M. DeMatteis, ilustrații de Joe Barney, Larry Hama și Tom Palmer.

### Home media
2010 a fost lansat pe DVD (R1) în 1998 de MGM. A fost relansat (cu o altă copertă) în septembrie 2000 de Warner Bros. Ambele lansări au coloana sonoră refăcută în sunet Dolby 5.1 surround, ci raportul original 2.35:1. Versiunea R1 include trailer-ul filmului și 10 minute de secvențe în-spatele-scenei "2010: Odiseea continuă" (realizate în timpul producției), deși aceasta nu este disponibilă în alte regiuni.
Filmul a fost lansat pe disc Blu-ray pe 7 aprilie 2009. Conține un BD-25 pe un singur strat cu video 1080p/VC-1 și sunet Dolby TrueHD 5.1 Surround. Discul include și secvențele promoționale din timpul producției (vezi mai sus) și trailerul. 

### Recepție
Reacțiile critice față de 2010 au fost mixte, mai mult pozitive, filmul având o apreciere de 64% pe Rotten Tomatoes. Roger Ebert i-a dat trei stele din patru, scriind despre el că "nu este la nivelul filmului original în ce privește poezia și misterul acestuia" și că "are un final ce te scoate din fire nu numai prin simplitate, ci și pentru că nu împlinește anticipările date de uimirea resimțită la finalul lui 2001". Totuși, a concluzionat că: "Dar adevărul este că e un film bun. Când tragem linia, când hotărâm că 2001 rămâne unul din cele mai bune filme făcute vreodată, când renunțăm la a-l mai compara pe 2010 cu capodopera lui Kubrick, rămânem cu o operă spațială captivantă, antrenantă, pe muchie de cuțit".

### Premii
Deși nu a câștigat, 2010 a fost nominalizat pentru cinci premii Academy Awards:
- Cele mai bune decoruri (Albert Brenner și Rick Simpson)
- Cel mai bun machiaj (Michael Westmore)
- Cele mai bune efecte vizuale
- Cele mai bune costume (Patricia Norris)
- Cel mai bun mixaj sonor (Michael J. Kohut, Aaron Rochin, Carlos Delarios și Gene Cantamessa)

2010 a câștigat premiul Hugo pentru cea mai bună dramă în 1985.

## Diferențe față de roman
- Filmul 2010 omite voiajul și aterizarea navei chineze, Tsien,[13] pe luna joviană Europa înainte de venirea lui Alexei Leonov și distrugerea accidentală a lui Tsien de o formă de viață neinteligentă de acolo, și, de asemenea, descrierea explorării sistemului jovian făcută de Dave Bowman (Copilul Stea), în care el observă diferite forme de viață în oceanele Europei și în atmosfera joviană.
- Filmul omite aproape toate relațiile romantice/fizice dintre astronauți. În roman, Tanya Kirbuk este căsătorită cu ofițerul cu navigația, Vasili Orlov, și are numele de familie Orlova.[14] În roman, Walter Curnow este homosexual (sau posibil bisexual) [15] și are o relație cu Maxim Brailovsky, dar se desparte de el când află că Zenia Marchenko este îndrăgostită de Maxim. La sfârșitul romanului este anunțată căsătoria dintre Maxim și Zenia, iar Curnow urmează să se însoare cu doctorul, Katerina Rudenko, deși Floyd suspectează că intențiile lui Curnow nu sunt serioase.[16]
- Omisă din film este și capătul căsătoriei dr. Floyd în timp ce se află în misiunea către Jupiter,[17] soția sa simțindu-se abandonată împreună cu fiul lor. În film, în locul corespondenței cu soția sa și cu Dimitri Moisevitch, avem mesageria vocală. Montajul de încheiere a scenelor îl arată pe Floyd cu soția și fiul său pe o plajă, privind spre noua stea.
- Filmul adaugă câteva intrigi care nu se regăsesc în roman. Este prezentată o expediție de explorare a monolitului de pe orbita joviană, expediție în care Maxim moare. (În roman nu moare.) Filmul și o perioadă de tensiune politică între SUA și URSS ce duce la alungarea astronauților americani de pe Alexei Leonov și trimiterea lor pe Discovery One. (Tensiunile politice din roman se concentrează pe China, iar SUA și URSS sunt portretizate în termeni relativ buni.)
- Mai multe personaje din roman au fost modificate în film. În romanul 2010, dr. Chandra este clar un indian din Asia. Numele lui complet este Sivasubramanian Chandrasegarampillai,[18] și are mai multe obiceiuri tipic indiene. În film, acest personaj - expertul în știința calculatoarelor - are doar numele de "dr. Chandra" și este jucat de Bob Balaban, un american caucazian cu piele deschisă la culoare, (cu strămoși evrei ruși). Chandra și SAL sunt prezentați la Universitatea din Chicago în loc de Universitatea din Illinois.[18]
- În roman, dr. Rudenko este o femeie pe nume Katerina, dar în film dr. Rudenko este un bărbat pe nume Vladimir. În roman o membră a echipajului, pe nume Irina Yakunina este rănită înainte de lansare și este înlocuită cu Zenia Marchenko, dar în film există o membră a echipajului pe nume Irina Yakunina care are toate trăsăturile de caracter ale Zeniei.
- În roman, ideea de a folosi Discovery One ca rachetă îi aparține lui Curnow - evident, devreme ce el este inginerul în astronautică de la bord și este sarcina lui să repare Discovery One. Cu siguranță nu este ideea lui dr. Floyd, cum apare în film, deși filmul îi arată pe Curnow și Floyd discutând la început ideea împreună. De asemenea, personalitatea lui Curnow este mult mai sociabilă și exuberantă decât în film.
- Perioadele de timp asociate evenimentelor sunt mai lungi în roman decât în film. De exemplu, în roman avertismentul lui Bowman spune că Alexei Leonov și echipajul său trebuie să părăsească spațiul lui Jupiter în cincisprezece zile.[19] Filmul scurtează această dată limită la numai două zile.
- În roman, HAL primește ordinul să transmită mesajul "TOATE ACESTE LUMI CU EXCEPȚIA EUROPEI VĂ APARȚIN. NU ÎNCERCAȚI SĂ ATERIZAȚI ACOLO."[20] Filmul adaugă "FOLOSIȚI-LE ÎMPREUNĂ, ÎN PACE."
- Romanul include un scurt epilog intitulat "20.001", în care este detaliată evoluția europanilor. Filmul o reduce la o singură scenă în care Europa se trasnformă treptat într-o junglă.

## Discontinuități între2001și2010
- Folosind ca locație Jupiter, filmul este discontinuu față de romanul 2001, dar continuu cu privire la film. În timp ce romanul 2001 are ca destinație planeta Saturn pentru Discovery One, aceasta devine Jupiter pentru a simplifica efectele speciale din film. Atât filmul cât și romanul 2010 folosesc planeta Jupiter ca urmare a filmului 2001.
- În filmul 2010, costumului spațial albastru de pe Discovery One îi lipsește casca, deși costumul albastru nu a fost niciodată folosit în filmul 2001. (În 2001, când intră în Discovery One pentru a-l închide pe HAL, Dave Bowman poartă o cască verde - parte a unui costum spațial verde depozitat în camera ermetică de urgență.) El se schimbă și poartă o cască roșie în drumul său spre Monolitul Negru. (Costumul spațial albastru a fost mai târziu folosit în Babylon 5 în episodul "War Without End".)
- În filmul 2010, dr. Floyd protestează că nu a autorizat niciodată pe nimeni să-l informeze pe HAL despre monolitul TMA-1 înainte de lansarea lui Discovery One's către Jupiter. Însă în versiunea 2001, mesajul înregistrat de dr. Floyd redat după deconectarea lui HAL se afirmă clar că numai HAL știa totul despre monolitul TMA-1. Fie negarea lui Floyd ("Nu am autorizat pe nimeni să-i spună lui Hal despre monolit!" și "Nu știam!") este o minciună pentru a se apăra față de colegii săi, fie NCA a falsificat mesajul lui Floyd.
- În romanul 2001, HAL îl consideră pe dr. Chandra profesorul lui. Filmul lui Stanley Kubrick i-a schimbat numele în "dl. Langley". Și romanul, și filmul 2010 folosesc "dr. Chandra", fără a sublinia faptul că "Chandra" și "Langley" erau același personaj.
- Replica "Doamne... e plin de stele!", citată la începutul filmului 2010 nu a existat în filmul 2001. Ea apare numai în roman.
- În filmul 2001, Kubrick a prezentat exploziile din spațiu fără sunet (într-un mod neobișnuit și realist), ca și când ar fi într-un vacuum. În filmul 2010, ele sunt reproduse incorect, cu zgomot.
- În filmul 2001, ecranele informative de pe Discovery One sunt niște panouri plate (realizate de proiectanții de pe platou cu ajutorul unei proiecții din fundal). În filmul 2010, ecranele sunt tuburi catodice (CRT-uri) cu o fațetă ușor curbată caracteristică CRT-urilor. (Pe platou au fost folosit CRT-uri reale.)
- În filmul 2001, dr. Floyd afirmă că monolitul găsit pe Lună se afla "lângă craterul Tycho" - de aici și denumirea "TMA-1" ("Tycho Magnetic Anomaly"). În raportul său de la începutul filmului 2010, dr. Floyd afirmă că monolitul fusese descoperit în Mare Tranquillitatis de pe Lună. Aceste două locații se află la sute de kilometri distanță una de alta.
- Până la finalul filmului 2001, toate cele trei navete de pe Discovery One ar fi trebuit să fie folosite. (Prima cu Frank Poole, a doua cu Dave Bowman când încerca să-l salveze pe Poole și a treia prin Poarta Stelară), dar în 2010 vedem că Discovery One mai are o navetă în stație. (În roman, ni se explică cum Bowman a recuperat cumva naveta ulterior și aceasta a rămas pe Discovery). Bowman trebuia să recupereze atât naveta cât și chepengul care explodase (sau să-l înlocuiască).